# Браян Лаудруп
Браян Лаудруп (дан. Brian Laudrup, * 22 лютого 1969, Відень) — данський футболіст, півзахисник, нападник. Молодший брат іншого видатного данського футболіста Мікаеля Лаудрупа. Включений до переліку «100 найкращих футболістів світу», складеного у 2004 році на прохання ФІФА легендарним Пеле.
Насамперед відомий виступами за клуб «Рейнджерс», а також національну збірну Данії.
Дворазовий чемпіон Данії. Володар Суперкубка Німеччини. Чемпіон Італії. Триразовий чемпіон Шотландії. Володар Кубка Шотландії. Володар Кубка шотландської ліги. Переможець Ліги чемпіонів УЄФА. Володар Суперкубка УЄФА. У складі збірної — чемпіон Європи, володар Кубка Конфедерацій.

## Клубна кар'єра
Народився 1969 року у родині футболіста Фінна Лаудрупа. Вихованець футбольної школи клубу «Брондбю». Дорослу футбольну кар'єру розпочав 1986 року в основній команді того ж клубу, в якій провів три сезони, взявши участь у 68 матчах чемпіонату.
Згодом з 1989 по 1994 рік грав у складі команд клубів «Юрдінген 05», «Баварія», «Фіорентина» та «Мілан». Протягом цих років виборов титул володаря Суперкубка Німеччини, ставав чемпіоном Італії, переможцем Ліги чемпіонів УЄФА.
Своєю грою за останню команду привернув увагу представників тренерського штабу клубу «Рейнджерс», до складу якого приєднався 1994 року. Відіграв за команду з Глазго наступні чотири сезони своєї ігрової кар'єри. Більшість часу, проведеного у складі «Рейнджерс», був основним гравцем команди. У складі «Рейнджерс» був одним з головних бомбардирів команди, маючи середню результативність на рівні 0,33 голу за гру першості. За цей час додав до переліку своїх трофеїв три титули чемпіона Шотландії.
Протягом 1998—1999 років захищав кольори клубів «Челсі» та «Копенгаген».
Завершив професійну ігрову кар'єру у клубі «Аякс», за команду якого виступав протягом 1999—2000 років.

## Виступи за збірну
1987 року дебютував в офіційних матчах у складі національної збірної Данії. Протягом кар'єри у національній команді, яка тривала 12 років, провів у формі головної команди країни 82 матчі, забивши 21 гол. У складі збірної був учасником чемпіонату Європи 1992 року у Швеції, здобувши титул континентального чемпіона, чемпіонату Європи 1996 року в Англії, чемпіонату світу 1998 року у Франції.
| Збірна Данії | Збірна Данії | Збірна Данії |
| Роки         | Ігри         | Голи         |
| ------------ | ------------ | ------------ |
| 1988         | 1            | 0            |
| 1989         | 13           | 2            |
| 1990         | 5            | 1            |
| 1991         | 0            | 0            |
| 1992         | 13           | 0            |
| 1993         | 9            | 2            |
| 1994         | 8            | 1            |
| 1995         | 8            | 2            |
| 1996         | 8            | 5            |
| 1997         | 5            | 3            |
| 1998         | 9            | 3            |
| Загалом      | 79           | 20           |

## Титули і досягнення

### Командні
- Чемпіон Данії (2):

«Брондбю»: 1987, 1988
- Володар Суперкубка Німеччини (1):

«Баварія»: 1990
- Чемпіон Італії (1):

«Мілан»: 1993-94
- Чемпіон Шотландії (3):

«Рейнджерс»: 1994-95, 1995-96, 1996-97
- Володар Кубка Шотландії (1):

«Рейнджерс»: 1995-96
- Володар Кубка шотландської ліги (1):

«Рейнджерс»: 1996-97
- Переможець Ліги чемпіонів УЄФА (1):

«Мілан»: 1993-94
- Володар Суперкубка УЄФА (1):

«Челсі»: 1998
- Чемпіон Європи (1):

1992
- Переможець Кубка конфедерацій: 1995

### Особисті
- Футболіст року Данії: 4

1989, 1992, 1995, 1997
- ФІФА 100: 1

2004